# ウィッピング

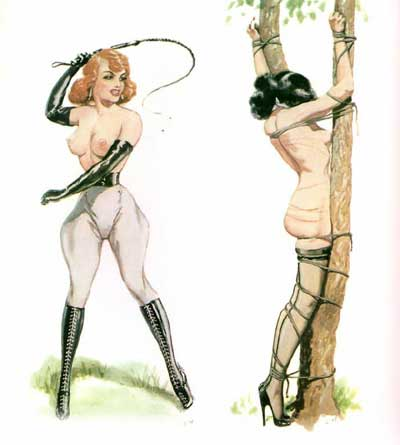
ウィッピング

ウィッピング（Whipping）は、BDSMプレイの一環としてパートナーを鞭で打つこと。見栄えがするのでショー的にもよく用いられる。

## 鞭打ちの意義
かつて鞭打ちは刑罰だった。鞭で打たれるということはその痛みという肉体的不安と、傷跡が残るかも知れないという心理的不安とともに、BDSMプレイの重要な要素になっている。サディストがマゾヒストを鞭打つ場合は、ただの暴力に成り下がらないことが重要である。鞭は本来罪人に振り降ろされるものであり、マゾヒストに打たれるべき理由を理解させていない場合は単なる暴力になってしまう。また痕が残った場合は鞭打たれたことが他人にも知られる可能性がある。そのため鞭打ちはパートナー同士の合意の下に行なわれなければならないし、マゾヒストが望むまま与えることも控えなければならない。

## 鞭の種類
プレイ用、実用とでさまざまな種類がある。商品名と種類名は異なる。
バラ鞭
一般的に柄の部分で数本の革紐が束ねられているものを指す。9本のものを九尾鞭（cat-o-nine tails）と呼ぶ。またそれ以上のものは千条鞭と呼ばれることがある。打った際に大きく音がするが、打撃面が分散するため比較的痛みは少ないとされる。入門者向け。中には乗馬鞭の先端が複数に分かれているものをバラ鞭と呼ぶ場合もある。
クッションバラ鞭
初心者向けに販売されているバラ鞭。革紐が柔らかいスェードやフェルトになったもの。

一本鞭
鞭が一本になったもの。主にラバー鞭と編み上げ鞭の2種類がある。ラバー鞭は鞭部がゴムチューブになっており、重量感とともに打撃が重い。編み上げ鞭は革紐を編んで一本にしており、丈夫な上軽いため打撃がシャープである。柄の先からすぐに鞭になるものを一本鞭と呼ぶ。いずれも打撃面が細いため痛みが強い。上級者向け。
乗馬鞭
柄から細く伸びた棒状の部分があり、先端に皮製のチップがある鞭。乗馬の際に馬を追うのに使われる。ウィッピングに使う場合は非常に危険なアイテムとなる。テレスコピックと呼ばれる伸縮式のものも存在している。こちらは耐久性が低いためプレイ用。本物は分厚い馬の皮膚を通して痛みを与える丈夫で危険な鞭である。
追い鞭
柄から細く伸びた棒状の部分の先から、棒と柄を足した以上の長い鞭が伸びるタイプの鞭。カウボーイや牧童が馬や牛を追うのに使うもの。最低限の動きで遠くの対象を打てるが操作には熟練が必要となる。反動で自分を打ってしまいやすい。一般的にBDSMプレイでは用いないが、ポニープレイで用いられる。

## 鞭の打ち方
鞭は武器としても使用されたことがあるように、相手の皮膚を切り裂くほどの威力を秘めており危険である。一般に鞭はしなる素材を使っているために、先端が慣性によって身体にまとわり付き思わぬ痛みを与えることがある。予測していた痛みには耐えられるが、思わぬ痛みには身がすくむこともある。プレイに使用する場合はそこを留意する必要がある。鞭は、先端がもっとも速度が早くなるので出来る限り先端の速度を留意して先のほうを対象に当てる。その場合は乳首などの鋭敏な部分は避ける。胸や性器を打つ場合は鞭をできるだけ身体と水平に当てるようにし、肘、もしくは肩を支点として大きなストロークで打つほうが痛みは少ない。なるべく鞭が巻きつかないようにするのがポイントである。もちろんパートナーとの合意のもとであればより痛みを与える打ち方を試しても良いが、遠心力により加速された鞭は凶器ともなり得る。

## 鞭打ちの部位
初心者は掌から始めると良い。これは欧米、特にイギリスにおいて行なわれている体罰の一つで、悪いことをした生徒が両手を上に突き出すと、教師が鞭(丈)で掌を叩くスタイルをもとにしている。掌は皮膚が比較的丈夫であり、生命維持に重要な器官を内蔵していないためである。またふとももも好まれる(安心して打てる)部位である。
一般的にBDSMでは尻、もしくは背中を打つ。しかし背中は痕が残りやすいのと衆目にさらされやすい。また、傷が残った場合に一人では手当てできない。
慣れてくると下腹部、乳房、性器なども鞭打ちの対象となる。その場合慎重に打つ場所を選び、加減して打つことが求められる。近年では性器用の鞭も販売されている。

## 性的嗜好としてのウィッピング
主に性行為の前の前戯的な意味合いが強い。年季の入ったマゾヒストだと掌への鞭打ちだけで絶頂に達することがあるとさえ言われる。基本的には鞭打つことにより尻や胸の肉の変化、苦痛の声を楽しむことが目的である。また、プレイの一環としてサディストが、マゾヒストの嫌がるプレイを強要するために行なうこともしばしばある。痛みの激しい、また鞭という独特の道具を用いる場合、お仕置きというイメージが強まるためである。痛みを好むマゾヒストに望むまま鞭を与えるのはプレイとしては面白みにかける。そういった場合は声を出さずに何発まで耐えられるか、などの条件を出して互いの限界を確かめ合うのも一興である。

## その他の鞭の利用
柄の部分に張形を仕込み、打ちながらも別の方法で責め立てるための鞭も存在している。またサディスト（ドミナント）の権威を象徴する道具としても用いられる。